# Agetocera duporti
Agetocera duporti es un coleóptero de la familia Chrysomelidae.
Agetocera duporti fue descrito científicamente por primera vez en 1927 por Laboissiere.